# 约瑟夫堡站
约瑟夫堡站（德語：U-Bahnhof Josephsburg）是一座慕尼黑地铁2号线位于拉默斯多夫-佩拉赫的一座车站。